# Miłomłyn
Miłomłyn (în germană Liebemühl) este un oraș în Polonia.